# Coenobius babai
Coenobius babai es un coleóptero de la familia Chrysomelidae.
Fue descrita científicamente en 1991 por Kimoto.